# 森川馨華
森川 馨華（もりかわ けいか、1996年1月28日 - ）は、日本の女優。福岡県出身、福岡県立嘉穂東高等学校卒業、テアトルアカデミーを経て、LeyLineproductionに所属。

## 来歴
高校在学中は茶道部に所属。
趣味はジャズダンス。
17歳の時にオーディションに合格し芸能界に入る。
19歳の時に東京に住む事を決め、上京する。

## 出演
- ドラゴンクエストビルダーズ[1]
- The body shop
- 西武鉄道
- つるぽか